# National Bank of Kuwait - Egypt
El National Bank of Kuwait - Egypt es un banco egipcio, subsidiaria del National Bank of Kuwait.
El Al Watany Bank of Egypt fue fundado en mayo de 1980 por varios empresarios egipcios como sociedad por acciones bajo la Ley 43/1974 con dos sucursales en El Cairo. Creció en un entorno económico prometedor y gradualemente estableció una reputación como banco líder para pequeñas y medianas empresas dentro del mercado egipcio.
En agosto de 2007, el National Bank of Kuwait (NBK) adquirió el 51% de las acciones en el Al Watany por US $516 millones. La oferta fue ampliada a otros accionistas y en octubre de 2007 el National Bank of Kuwait había adquirido un total del 93,77% de las acciones del banco por un coste de más de US$ 900 millones. La compra marcó la entrada del National Bank of Kuwait en el mercado egipcio por primera vez y representó una etapa significativa en la estrategia del banco de expandirse por la región. El banco intentó triplicar el número de sucursales en cinco años y para convertir el Al Watany en el tercer mayor banco minorista en Egipto.
El Al Watany Bank of Egypt consiguió un beneficio neto de 243,6 millones de libras egipcias (US$ 44,5 millones) en 2007, un incremento del 157% comparado con 2006. Consiguió un beneficio de 290,6 millones de libras egipcias en los primeros nueve meses de 2008, un crecimiento del 29,2% respecto el mismo periodo del año anterior. Sus activos estaban valorados en 14.602 millones de libras egipcias para el fin del tercer trimestre de 2008.
El banco tiene un capital autorizado de 1000 millones de libras egipcias. Tiene 41 sucursales repartidas por todo Egipto desde El Cairo a Alejandría, hasta Giza, El Mansura y Sohag.